# 오룡초등학교
오룡초등학교는 대한민국 전라남도 무안군에 있는 초등학교다.

## 학교 연혁
- 2011. 11. 18. 학교설립인가, 교명제정
- 2012. 3. 1. 오룡초등학교 개교 (7학급)
- 2012. 3. 1. 제1대 송재옥 교장 부임
- 2013. 2. 20. 제1회 졸업생(12명)
- 2013. 9. 1. 학급수 증가(19학급)
- 2014. 2. 28. 제2회 졸업생(68명)
- 2014. 3. 1. 학급수 증가(29학급)
- 2014. 9. 1. 학급수 증가(36학급)
- 2015. 2. 17. 제3회 졸업생(107명)
- 2015. 3. 1. 학급수 증가(39학급)
- 학급수 급증, 총 3번의 중축으로 약 25개 이상의 교실이 더 만들어졌으며 모든 교실이 사용된다. 교감선생님이 1명에서 2명으로 바뀌였다.
- 2018. 중축으로 꽤 많은 사각지대가 만들어졌는데 그 곳에서 학생들간에 싸움이 있었다. (벽돌로 쳤다는 이야기도 있으며 국민청원에도 올라갔다)